# 巴斯克祖国共产党
巴斯克祖国共产党（巴斯克语：Euskal Herrialdeetako Alderdi Komunista）是西班牙巴斯克自治区的一个已不存在的共产主义政党。该党成立于2002年7月27日。它的意识形态是共产主义、马克思列宁主义、巴斯克分离主义、左翼民族主义。它的领导人是Juan Carlos Ramos。总部位于维多利亚。由于该党被认为是非法的巴斯克分离主义组织巴塔苏纳的一部分，甚至与更极端的埃塔组织有联系，西班牙最高法院于2008年9月18日将该党取缔。